# Cyphocharax stilbolepis
Cyphocharax stilbolepis är en fiskart som beskrevs av Richard P. Vari 1992. Cyphocharax stilbolepis ingår i släktet Cyphocharax och familjen Curimatidae. Inga underarter finns listade i Catalogue of Life.